# Slaget ved Kambula
Slaget ved Kambula var et slag under Zulukrigen i 1879. Slaget stod 29. marts. En hær af zuluer angreb den britiske befæstede lejr ved Kambula. Briterne sejrede stort. Slaget betragtes som vendepunktet i zulukrigen, som indtil da var gået dårligt for briterne.

## Optakten
Efter det katastrofale nederlag i slaget ved Hlobane, trak de britiske tropper under Oberst Evelyn Wood sig tilbage til deres befæstede lejr ved Kambula, og afventede et angreb fra zuluhæren.
Kort efter daggry 29 marts red Transvaal Rangers ud for at lokalisere Zuluhæren, og to kompagnier soldater blev sendt ud for at samle brændsel. Ved ellevetiden vendte Transvaal Rangers tilbage, og kunne fortælle at zuluhæren var på vej, og ville nå Kambula ved middagstid. De anslog zuluerne til omkring 25,000 mand, og at mange af zuluerne var bevæbnet med rifler taget fra døde briter ved de foregående slag. Kort efter så briterne zuluerne nærme sig, omkring 7 km væk, og opdelt i fem kolonner. Brændselssamlerne blev kaldt hjem, og kvæget gennet ind i kraalen. Wood beordrede sine mænd til at spise frokost.

## Forsvarsværkerne ved Kambula
Forsvarsværkerne om lejren bestod af en sekskantet barrikade af vogne der var stillet tæt sammen, en kraal til kvæget, og skyttegrave med volde, der omgav begge dele. På en forhøjning nord for kraalen var der opført en stenbefæstning. En palisade dækkede de 100 meter mellem kraalen og stenbefæstningen, mens fire 7 punds artilleripjecer var placeret mellem kraalen og vognene, så de dækkede den nordlige adgangsvej. To kanoner mere i stenbefæstningen, så de dækkede den nord-østlige side.
To kompagnier var stationeret i stenfæstningen, et kompagni i kraalen, og de resterende tropper skulle forsvare vognlejren. Artilleristerne havde fået ordre på at forlade deres kanoner og søge tilflugt i lejren hvis zuluerne kom for tæt på.
I alt bestod Woods styrke af 121 soldater fra Royal Artillery samt Royal Engineers, 1,238 infanterister og 638 beredne tropper. Inklusive kommandostaben var det 2,000 mand, hvoraf 88 lå syge.

## Slaget
Klokken 12:45 blev teltene slået ned, ekstra ammunition blev delt ud, og briterne gjorde klar til at forsvare sig. Zuluernes formationer bredte sig rundt om lejren, fra den nord-vestlige side, til den sydlige. Klokken 13:30 foreslog Oberstløjtnant Henry Buller at hans beredne tropper kunne forsøge at lokke zuluernes højre flanke til at angribe før resten. Han fik tilladelse, og red inden for skudhold af den massive masse af zuluer, affyrede en skudsalve, og galloperede derefter tilbage til forsvarslinjerne, tæt forfulgt af en bølge af 11,000 zulukrigere. Så snart de beredne tropper nåede Kambula, og var uden for skudlinjen, åbnede det britiske infanteri ild, støttet af de fire artilleripjecer, der først affyrede granater, derefter ladninger af små blykugler. Et lille antal zuluer nåede ind i lejren, men blev afvist med bajonetter. Resten af angrebet blev stoppet af den jævne ildsafgivelse fra infanteriet og artilleriet. Noget af angrebsstyrken drejede mod højre, for at angribe fra den vestlige side af lejren, men blev også slået tilbage. Efter en halv time trak zuluernes højre flanke tilbage mod nord-øst.
Klokken 14:15, da den højre flanke trak sig ud, angreb venstre flanke og centrum af zuluhæren. De forreste krigere faldt hurtigt da de kom i krydsild mellem vognlejren og kraalen, men flere og flere zuluer blev ved at angribe, og opfyldte snart åbningen mellem kraal og vognlejr. Zulukrigerne kom snart ind i kraalen og kom i nærkamp med briter fra 1/13 kompagni. Briterne formåede dog at trække sig tilbage fra kraalen til stenfæstningen. Zuluernes riffelskytter kunne nu beskyde dem fra kraalens mure, og dermed dække deres kampfællers fremfykning. Samtidig angreb zuluernes højre flanke igen, fra nord-øst.
Wood beordrede nu et modangreb mod den sydlige masse af zuluer. To kompagnier under kommando af Major Hackett blev sendt ud for at drive angriberne væk. De tvang zuluerne ned af bakkedraget, og fyrede ind i de tæt pakkede zulukrigere. Modangrebet lykkedes, men Hackett blev snart beskudt fra deres højre flanke, og trak hurtigt tilbage til vognlejren. De mistede dog nogle mænd, og Hackett blev såret i hovedet. Da zuluerne så Hacketts mænd trække sig, indledte de et modangreb, men blev slået tilbage af riffelild.
Samtidig blev artilleristerne ved at affyre deres kanoner direkte ind i zuluernes højre flanke.
Zuluerne angreb igen og igen, men de forreste linjer blev hver gang decimeret, og omkring 17:00 blev deres angreb mindre helhjertede. To kompagnier rykkede igen ud for at rydde Kraalen, og da zuluerne begyndte at trække sig, blev Buller sendt af sted for at forfølge dem med sine beredne tropper. Zuluerne blev forfulgt nådesløst 10 km, mens de beredne tropper beskød dem med karabiner eller spiddede dem med erobrede zuluspyd. Frontier Light Horse gav zuluerne fra abaQulusi stammen ekstra opmærksomhed, og jagede dem helt til Hlobane, som hævn for de kammerater de havde mistet dagen før i slaget der.

## Efter slaget
Briterne talte over 800 døde zuluer i umiddelbar nærhed af befæstningerne, og hundreder mere var døde ved udfaldene og den nådesløse jagt. 18 britiske soldater havde mistet livet, otte officerer og 57 mand var såret, af hvilke 11 senere døde. Kambula anses for at være vendepunktet i zulukrigen, for zuluerne lærte at skjolde og spyd ikke kunne måle sig med artilleri og moderne rifler, på trods af deres mod. Aldrig senere angreb zuluerne med samme aggressivitet og beslutsomhed som de hidtil havde gjort.
27°41′34″S 30°40′22″Ø / 27.69289°S 30.6727°Ø